# Allanche
 Allanche  es una población y comuna francesa, en la región de Auvernia, departamento de Cantal, en el distrito de Saint-Flour. Es la cabecera y mayor población del cantón de su nombre.

## Demografía
| 1784 | 1544 | 1531 | 1513 | 1398 | 1286 | 1220 | 1101 |
| Para los censos de 1962 a 1999 la población legal corresponde a la población sin duplicidades (Fuente: INSEE [Consultar]) |      |      |      |      |      |      |      |